# 구 광주적십자병원
구 광주적십자병원(舊 光州赤十字病院, Gwangju Red cross hospital)은 광주광역시 동구 천변우로 415에 소재한 옛 병원 터이다. 구 광주적십자병원은 광주광역시 동구 불로동에 위치한 옛 병원 건물이다. 1949년 전남도청 인근 금남로2가에서 ‘광주적십자병원’으로 처음 개원하여 이후 현 위치로 이전하였으며, 오랜 기간 지역 공공의료를 담당해왔다. 1980년 5·18 민주화운동 당시에는 계엄군의 진압으로 발생한 다수의 부상자들을 치료하고 시민들의 자발적 헌혈이 이어진 곳으로서 광주 시민 공동체 정신의 상징적인 공간이 되었으며 5·18 사적지 제11호로 지정되어 있다. 이후 적십자병원은 1990년대 중반 경영 악화로 운영을 종료했고, 학교법인 서남학원에 인수되어 한때 서남대학교 부속 남광병원으로 불리며 재운영되었으나 2014년에 결국 폐쇄되었다.

## 역사
광주적십자병원의 모태는 해방 직후 대한적십자사가 설립한 지역 병원이다. 1949년 전라남도 광주시 금남로에서 처음 문을 열었으며 1954년 현재의 광주 동구 불로동 부지로 이전하였다. 1960년대 중반 현 건물이 준공되었고, 1979년에 종합병원으로 승격되어 지역 거점 의료기관 역할을 수행하였다. 개원 초기부터 적십자정신에 입각한 공공의료를 제공해왔으나 1990년대에 이르러 재정난을 겪었고, 결국 1995년에 대한적십자사 광주적십자병원으로서의 운영을 종료하였다. 1996년 학교법인 서남학원이 이 병원을 인수하여 서남대학교 의과대학 부속 남광병원으로 개편하였으며, 이후 한때 증축과 운영을 이어가기도 했으나 재단의 부실 운영과 누적 적자로 병원은 2000년대 후반부터 사실상 기능을 잃었다. 결국 2014년을 끝으로 서남대 부속병원이 폐쇄되어 의료 기능이 완전히 중단되었다.
1951년 대한적십자사 광주병원으로 개칭하여 운영되었으며, 6.25 전쟁에 부상자 후송 병원으로 사용되었다. 전쟁 이후 40여년 동안 의료보호 대상자 등 저소득층을 위한 의료 활동의 선구자 역할을 하였다. 5·18 광주 민주화 운동 당시 계엄군의 무차별 사격 및 폭행으로 수많은 광주 시민들이 부상을 입게 되자, 부상자 진료와 치료에 참여하였다. 당시 계엄군의 과격진압으로 인한 최초 사망자인 김경철은 광주적십자병원으로 후송되었으나, 뇌출혈로 사망하였다. 또한 계엄군에 의한 폭력이 무자비하게 진행되며 시민군 및 시민들이 부상을 입고 수혈이 필요하게 되자, 적십자병원 헌혈차가 광주 시내를 돌면서 헌혈을 호소하였다. 광주 시민들은 당시 자발적인 헌혈을 통해서 부상자 치료에 일조하였다.
이후 대한적십자사의 운영난으로 인해 서남대학교가 인수하였다. 그러나 2014년 서남대학교의 재정난으로 휴업했으며, 2018년 서남대학교 폐교와 함께 사실상 폐업되었다. 이후 한동안 방치되어있다가, 2020년 7월 광주광역시측에서 예산 88억원을 들여서 매입하고 전면적인 보수를 통해서 5·18사적지로 활용할 예정이다. 2025년 5월 3일, 시민들에게 임시 개방을 실시하였다.

## 연혁
- 1951년 : 광주적십자병원으로 개원
- 1996년 : 서남대학교가 인수, 서남대학교 부속병원으로 명칭 변경[22]
- 2014년 3월 20일 : 재정난으로 인한 휴업
- 2018년 2월 28일 : 서남대학교 폐고 및 서남대학교 부속병원 폐업
- 2020년: 광주광역시가 매입
- 2025년 5월: 임시개방

## 5·18 민주화운동과의 관계
1980년 5월 광주에서 5·18 민주화운동이 발생하였을 당시, 광주적십자병원은 전남도청과 금남로 등 주요 항쟁지와 가장 가까운 종합병원이었다. 계엄군의 무력 진압으로 부상자가 속출하자 이 병원으로 많은 부상자들이 후송되어 치료를 받았으며, 특히 5월 18일 최초 희생자인 김경철 씨가 의식불명 상태로 이송된 곳이 바로 적십자병원이었다. 5월 21일 계엄군의 집단 발포 이후 환자 치료에 필요한 혈액이 크게 부족해지자, 병원 측은 헌혈 차량을 동원하여 시내를 돌며 시민들에게 헌혈을 호소하였다. 이에 학생, 시민, 군인 등 수많은 광주 시민들이 자발적으로 병원을 찾아와 팔을 걷고 피를 나누었고, 병원 앞에는 헌혈 희망자들의 행렬이 이어졌다. 당시 의료진과 시민들은 힘을 모아 쏟아지는 부상자들을 돌보았고, 일반 시민들은 간호와 수술 보조, 의약품 조달 등 자원봉사로 참여하여 부족한 의료 인력을 지원하였다. 병원 뒷마당은 임시 시신 안치소가 되어 많은 희생자들의 시신이 안치되기도 했으며, 계엄군이 시내를 드나들며 병원 차량에 사격을 가해 추가 부상자가 발생하는 일도 있었다. 이처럼 광주적십자병원은 5·18 당시 부상자 구조와 치료, 시민들의 헌혈과 봉사가 이뤄진 야전병원 역할을 수행하였고, 이후 민주화운동의 공동체 정신을 보여주는 역사적 장소로 평가받고 있다.

## 폐원 이후 및 현재
2014년 폐쇄 이후 옛 광주적십자병원 건물과 부지는 한동안 방치되었다. 2010년대 중반 병원을 운영하던 서남학원이 부실로 학교 폐교 및 법인 해산 절차에 들어가면서, 이 부지를 민간에 매각하려는 움직임이 나타나자 5·18 관련 단체들과 지역 사회가 역사적 장소의 훼손을 우려하며 반대 운동을 전개했다. 이러한 여론을 반영하여 광주시는 2020년 7월 해당 부지와 건축물을 약 80억 원에 공공 매입하였고, 이후 옛 적십자병원의 보존 및 활용을 위한 방안을 모색하고 있다. 광주시는 관련 전문가와 5·18 단체 인사들로 전담팀(TF)을 구성하여 건물 안전진단, 원형 보존 가능성, 공간 활용 아이디어 등을 논의하였으며, 궁극적으로 이곳을 시민을 위한 역사 교육 공간이자 문화공간으로 조성할 계획을 검토 중이다. 다만 건물 노후화로 인한 안전 문제와 예산 확보 등의 이유로 구체적인 활용 사업은 다소 지연되고 있다. 2025년 5·18민주화운동 45주년을 맞아 광주시는 오랫동안 닫혀 있던 옛 광주적십자병원 일부를 시민들에게 한시적으로 개방하였다. 2025년 5월 3일부터 31일까지 응급실, 1층 복도, 중앙 현관, 뒷마당 등 제한된 구역을 공개하고, "멈춘 공간의 이야기, 그리고 새로운 시작"이라는 주제로 병원의 역사와 1980년 당시의 부상자 치료·헌혈 관련 기록 사진, 관계자 증언 영상 등을 전시하는 행사가 열렸다. 이는 2014년 폐쇄 이후 11년 만의 일반 공개로서, 시민들과 방문객들이 병원의 역사적 의미를 체험하고 향후 보존 활용 방안에 대한 의견을 모으는 계기가 되었다. 광주시는 임시 개방 결과를 토대로 향후 상시 개방 및 시설 활용에 대한 중·장기 계획을 수립하고자 하고 있다.

## 건축 및 문화재 지정
옛 광주적십자병원 건물은 지상 3층 규모의 철근콘크리트 구조로, 1965년에 준공되었다. 붉은 벽돌과 회색 몰탈로 마감된 간결한 외관의 이 건물은 1980년 당시 광주 시내에서 가장 접근성이 높은 현대식 병원 건축물로서 활용되었다. 병원 정문 옆에는 5·18 사적지임을 알리는 표지석과 함께 당시 부상자 치료 장면을 형상화한 기념 조형물이 설치되어 있다. 1998년 1월 12일 이 건물은 5·18 사적지 제11호로 공식 지정되었으며, 그 역사적 가치가 인정되어 이후 여러 차례 보존 여론이 제기되었다. 다만 건물 자체는 등록문화재와 같은 범주의 지정은 받지 않은 채 5·18 사적지로서만 보호되고 있으며, 2020년대 초 민간 개발 압력 속에 원형 보존에 어려움을 겪기도 했다. 현재 광주시는 옛 적십자병원 건물을 최대한 원형 그대로 보존하면서 리모델링을 통해 역사교육과 문화전시 공간으로 활용하는 방안을 검토 중이다.

## 대중 매체
- 한강 작가의 소설 소년이 온다의 주요 배경이다.[41]
- 영화 택시운전사에서 서울택시기사 김만섭(송강호)와 광주택시기사인 황태술(유해진)이 처음 만나는 장소다.[42]

## 같이 보기
- 5·18 광주 민주화 운동
- 소년이 온다
- 택시운전사
- 대한적십자사